# Kirche Steinigtwolmsdorf

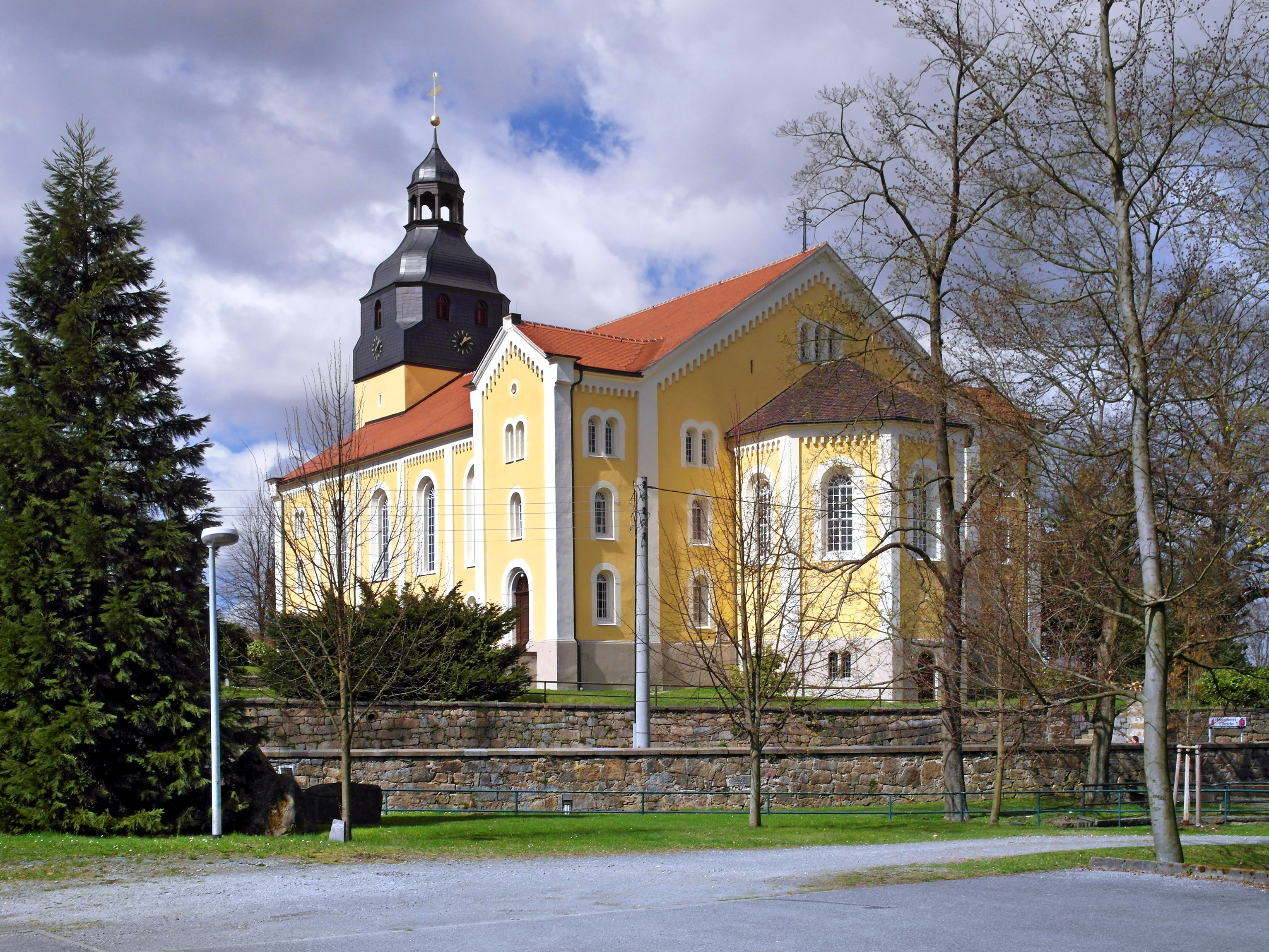
Kirche zu Steinigtwolmsdorf, 2017

Die Kirche Steinigtwolmsdorf ist ein Kirchengebäude der Evangelisch-Lutherischen Landeskirche Sachsens in Steinigtwolmsdorf im sächsischen Landkreis Bautzen. Das heutige Kirchengebäude aus dem Jahr 1861 ist ein Wahrzeichen im Ortsbild von Steinigtwolmsdorf.

## Geschichte

### Zwischen 1262 und 1655
Im Jahr 1262 hatten die Einwohner, nach der Ortsgründung um 1250, eine kleine Holz-Kapelle errichtet. Fast genau 100 Jahre später, 1363 ersetzte die Gemeinde die Kapelle durch ein Kirchengebäude am heutigen Standort, zugleich wurde der umgebende Kirchfriedhof angelegt. Gemäß einer Matrikel (Aufstellung) aus dem bischöflichen Archiv Budissin (Bautzen) wurde Steinich-Wolframsdorf mit Hainspach im Jahr 1346 mit vier Mark Bischofszins belegt. 1442 gab es die erste Erwähnung von „Stenychtem Wolffersdorfe“ in der Literatur.
Der untere Teil des Kirchturms besteht aus Natursteinmauerwerk, auf welches 1372 ein Holzturm gesetzt wurde. Nach der Einführung der Reformation durch Patron Wolf von Haugwitz etwa 1558 in Steinigtwolmsdorf wurde aus dem früheren katholischen Gotteshaus nun ein evangelisch-lutherisches.
Den jetzigen steinernen Kirchturm ließ der Kirchencollator Christian Hartmann, der mit einer umfangreichen Kirchenrenovierung betraut war, unter Nutzung des älteren Fundaments im Jahr 1655 errichten. Bei diesen Arbeiten entstand der kreuzförmige Grundriss des erweiterten Kirchenbaues.

### Vom 17. Jahrhundert bis 1990

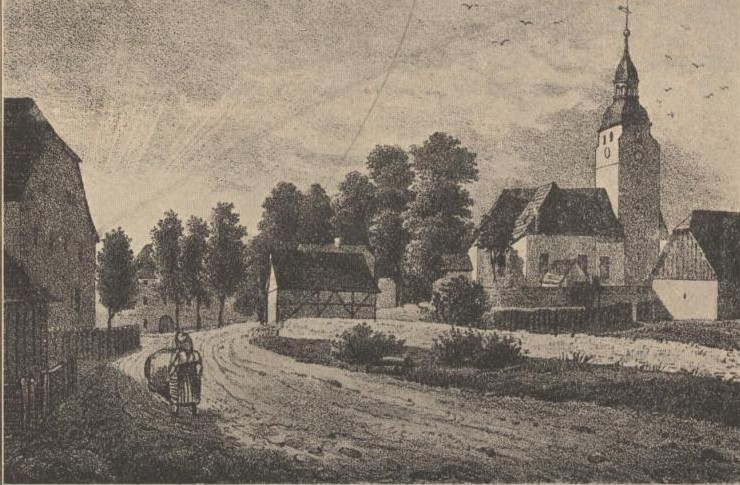
Kirche Steinigtwolmsdorf um 1840

Nach rund 600 Jahren beschloss die Kirchengemeinde 1858 den Neubau eines Gotteshauses. So fertigte der Landesversicherungs-Inspektor Götz aus Bautzen 1860 einen Riss, den die Kirchenoberen annahmen. Der Bauauftrag wurde am 30. April 1860 an Karl August Thomas aus Neusalza vergeben. Am 14. Mai 1860 begann die Abtragung der alten Kirche, am 12. Juni 1860 fand die Grundsteinlegung statt. Am 8. November 1860 wurde Richtfest gefeiert; die bei Schneegestöber abgehaltene Feier schloss mit dem Kirchenlied Nun danket alle Gott. Am 4. November 1861 erfolgte die Kirchweihe. Der Bau kostete insgesamt 16.000 Taler.
Der Barock-Taufstein von 1664 wurde als einziges Stück aus der Vorgängerkirche übernommen. Das Altargemälde Christi Himmelfahrt von 1861 war zur Kirchen-Einweihung noch nicht fertig. Es stammt von dem Historienmaler Johannes Zumpe aus Dresden, einem Schüler von Schnorr von Carolsfeld und Freund von Ludwig Richter. Am 27. Juli 1862 wurde die erste Orgel von Friedrich Jahn geweiht, die bereits 1873 ausgetauscht wurde. Die Kosten übernahm Familie Andreas Beyer als Gutsherrschaft.
Infolge eines durch Blitzschlag ausgelösten Brandes im Jahr 1941 und durch das eingesetzte Löschwasser wurde auch die zweite Orgel unbrauchbar. Nach dem Ende des Zweiten Weltkriegs, 1945/46 erfolgten Instandsetzung und Renovierung des Kirchenschiffs, 1946/47 wurde eine neue Orgel eingebaut.
Im Jahr 1960 entstand die Winterkirche durch Einbau einer Fensterwand unterhalb der Orgelempore, sie dient der Gemeinde vom Advent bis Ostern als Gottesdienstraum. 1974 wurden der schadhafte Turm instand gesetzt und eine neue Turmuhr mit vier Zifferblättern eingebaut. 1981/82 gestaltete die Gemeinde den ehemaligen Heizungskeller als Christenlehre- und Konfirmandenraum um und gab ihm den Namen Lutherzimmer.
1984 wurde das Kirchenmuseum mit Bibeln, Gemälden und Patenbriefen, zusammengetragen in der Gemeinde, eingerichtet. Es dokumentiert die dortige Kirchen- und Ortsgeschichte.

### Seit 1991
Mit der Friedlichen Revolution in der DDR ergab sich die Möglichkeit, die Winterkirche 1997/98 zu renovieren, und 2001 erhielt sie ein farbiges Altarfenster. 2006 öffnete das Museum nach Erhaltungsarbeiten wieder. Der Orkan Kyrill zerstörte 2007 das Dach der Apsis, welches 2008 neu eingedeckt wurde.
Am 24. Mai 2011 wurde die große Glocke aus dem Turm geholt und neben der Kirche aufgestellt, am 9. Juni 2011 folgte die Abnahme der Wetterfahne und der Turmkugel, die nach Überarbeitung und Durchsicht der Dokumente am 14. Oktober 2011 wieder aufgesetzt wurden. Im Jahr 2012 erhielt das Kirchenäußere eine komplette Renovierung und ein neues Dach. Am 31. Oktober 2017 wurde anlässlich des 500. Reformationsjubiläums ein Denkmal für Martin Luther eingeweiht.

## Architektur und Ausstattung
Das Gotteshaus, ein gelb verputzter Bruchsteinbau, ist eine spätklassizistische Saalkirche mit kleinem Querhaus im Osten. Lisenen und Blendbögen gliedern die Fassade; im Kirchenschiff gibt es 1600 Sitzplätze: 800 Sitzplätze auf den Emporen und 800 Sitzplätze im Kirchenschiff.

### Turm und Geläut

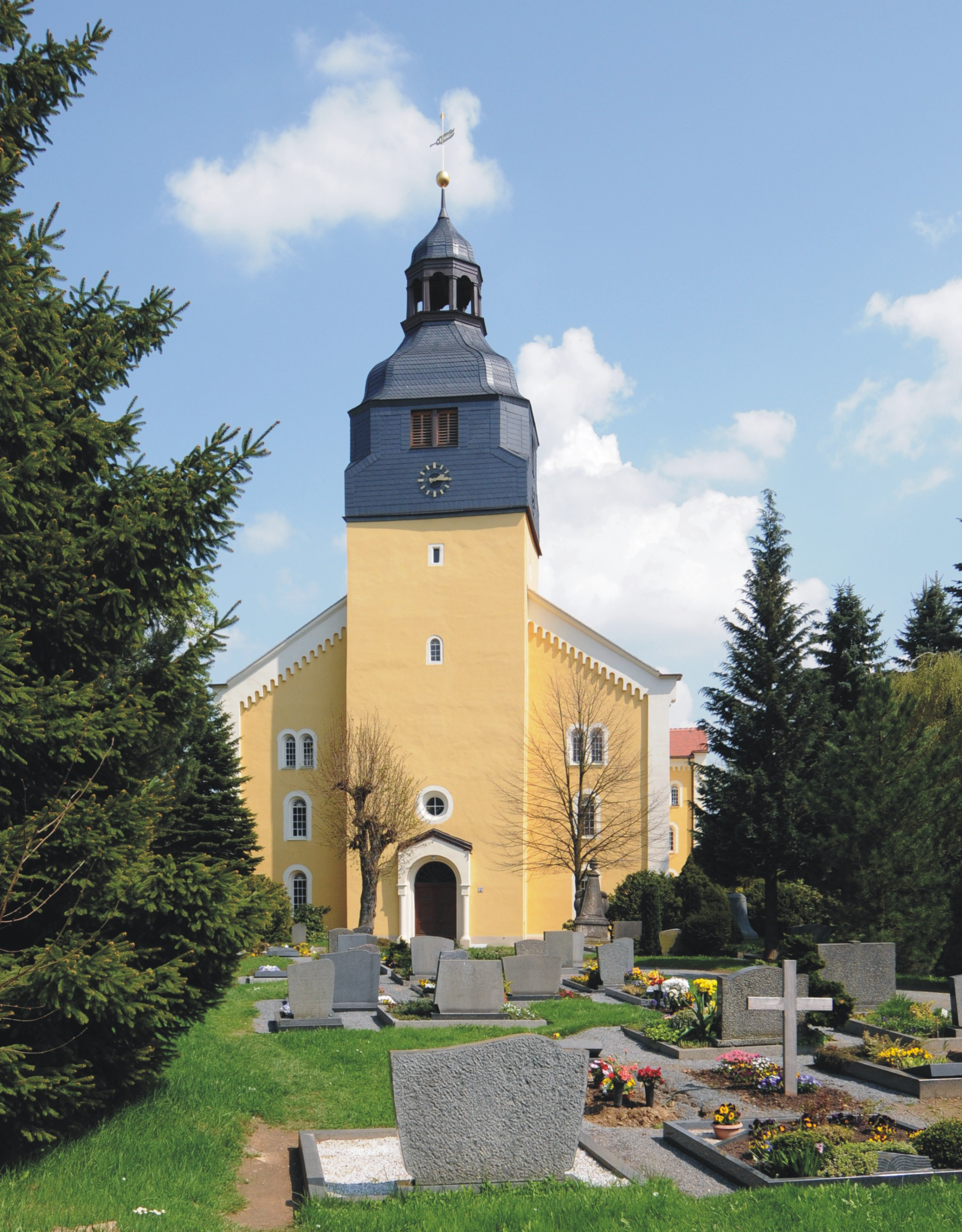
Turmseite

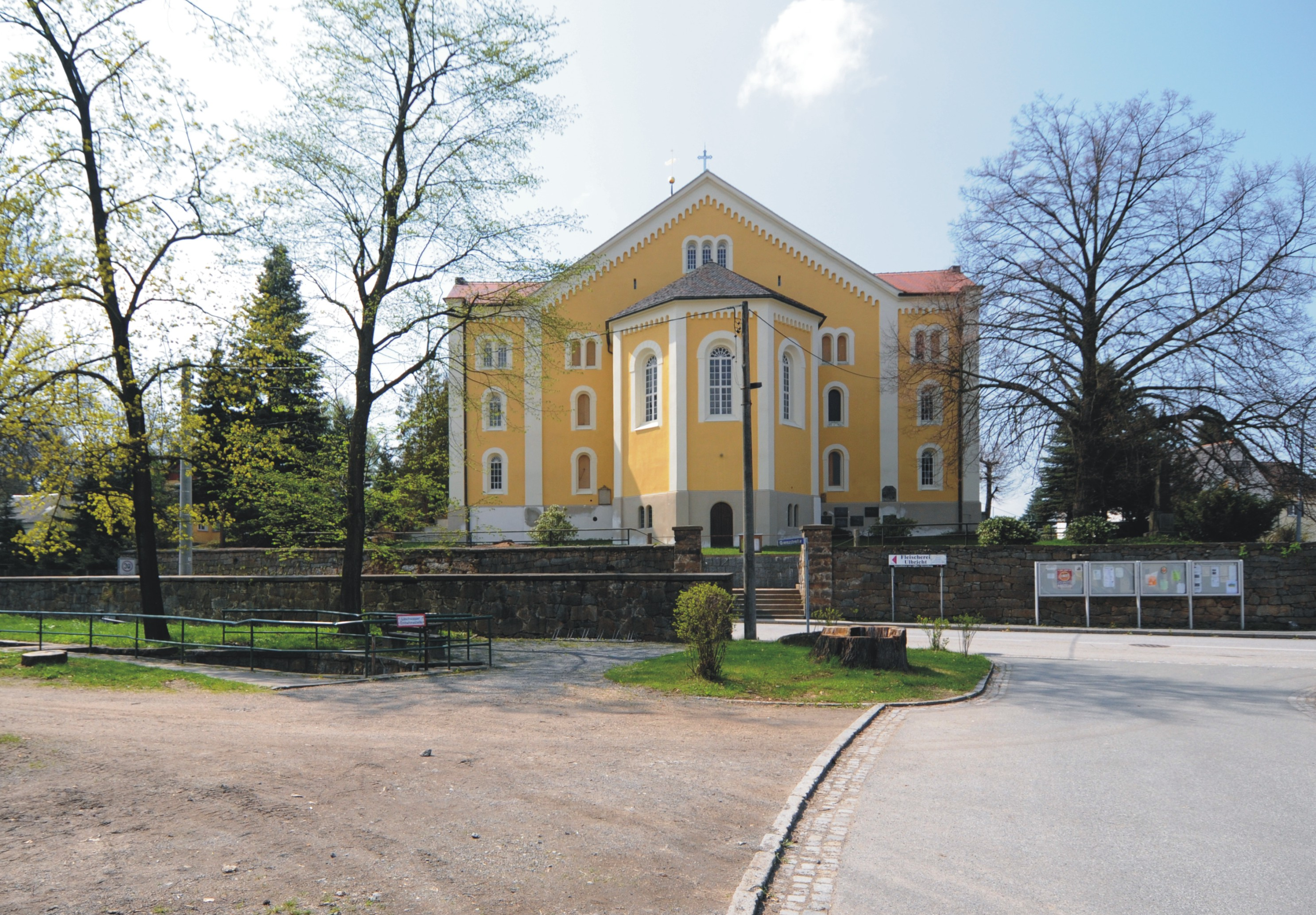
Altarseite

Der Turm, baulich integriert in den gesamten Gebäudekörper, trägt eine mit Schiefer verkleidete achteckige Haube. Darunter sind die Turmuhr und die Glockenstube angeordnet. Oben auf dem Turmdach befindet sich eine Laterne, auf dieser wiederum finden sich Turmkugel, Wetterhahn und Kreuz.
Im Kirchturm mit einem quadratischen Grundriss von 6,80 m Seitenlänge und einer Höhe von rund 35 m befinden sich die vier Kirchenglocken.
Das erste Geläut der kleinen Kirche stammte aus der vorreformatorischen Zeit und bestand aus zwei unterschiedlich großen Bronzeglocken; eines der Namen auf dem Glockenkörper lautete Maria. Im Jahr 1701 ließ die Gemeinde für 160 Thaler eine erste große Glocke von Michael Weinhold, einem Glockengießer aus Dresden, herstellen und im Turm installieren. Diese große Glocke zersprang am 5. Juli 1774 bei einem Trauerläuten und wurde anschließend von Weinhold in Dresden umgegossen; sie wog 10 Zentner und 69 Pfund. Am 1. April 1816 zersprang sie beim Mittagsläuten erneut. Nun brachte die Gemeinde die Glockenteile zum Glockengießer Joseph Kittel in Böhmen, der sie am 30. November 1816 umgegossen hat. Sie wog jetzt 11 Zentner und 106 Pfund und wurde am 19. Dezember 1816 in den Turm aufgezogen. Da man mit dieser Glocke zufrieden war, entschloss sich die Kirchgemeinde im folgenden Jahr, auch die beiden anderen Glocken von diesem Meister neu gießen zu lassen. 1869 zersprang die große Glocke beim Mittagsläuten erneut. Nun wurde sie am 26. Oktober 1869 vom Glockengießer Werner aus der Gießerei Gruhl aus Kleinwelka umgegossen und hatte danach ein Gewicht von 12 Zentner und 7 3/4 Pfund. Die Glockenweihe erfolgte am 26. November 1869 vor der Kirche. Die Stimmung hatte sich stetig verändert, Werners Glocke tönte scharf „Fis“; die vorige hatte „G“, sodass aus dem Dreiklang ein Moll-Akkord geworden war.
Im Ersten Weltkrieg, 1917 mussten die mittlere und große Glocke für Kriegszwecke abgeliefert werden, die Abschiedsfeier war am 24. Juni 1917. Am folgenden Tag zerschlug Schlossermeister Zosel beide Glocken vor der Verladung. Es verblieb nur die kleine Glocke auf dem Turm. Auch die zinnernen Orgelpfeifen mussten 1917 abgeliefert werden. 1920/1921 erhielt die Kirche ein neues Dreiglocken-Bronzegeläut. Die kleine Glocke stiftete der damalige Rittergutsbesitzer und Kirchenpatron Lothar von Ponickau. Während des Zweiten Weltkrieges mussten wiederum die größeren zwei Glocken für den Krieg geopfert werden. Es blieb auch diesmal nur die kleine Glocke zurück.

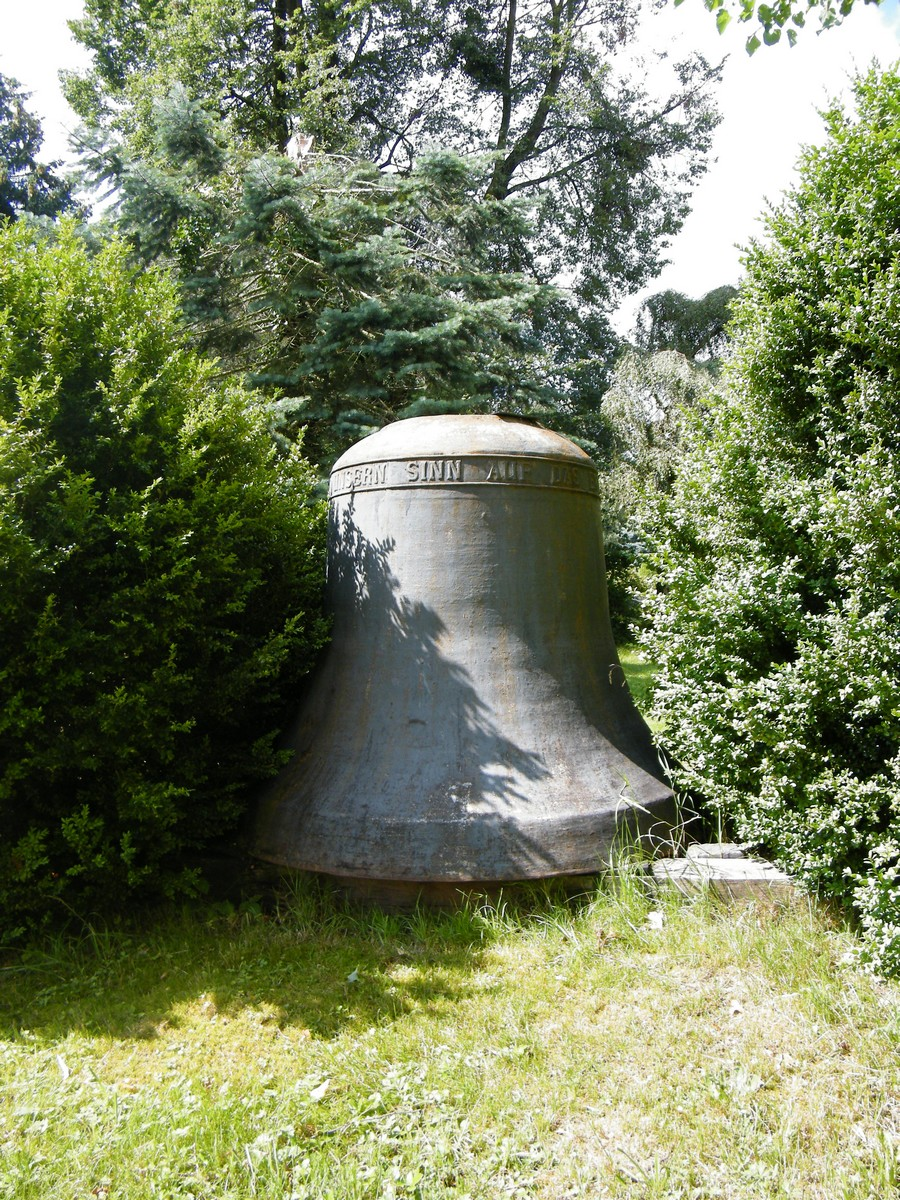
Die große Glocke steht seit 2011 neben der Kirche.

Die Kirche Steinigtwolmsdorf bekam 1949 ein neues vierstimmiges Geläut aus Stahl-Hartguss-Glocken von Schilling & Lattermann aus Apolda, gegossen in Morgenröthe:
- erste Glocke 410 kg, Ton h, Inschrift: Jesus geh voran
- dritte Glocke 700 kg, Ton gis, Inschrift: Ordne unsern Gang
- zweite Glocke 1460 kg, Ton e, Inschrift: Solls uns hart ergehn
- große Glocke: 2550 kg, Ton cis, Inschrift: Richte unsern Sinn

### Hauptschiff
Die Apsis mit dem Altarraum ist ein fünfeckiger Anbau mit einem Halbmesser von 5,60 m, dessen Dachhöhe mit der Traufhöhe des Hauptgebäudes endet.
Der Grundriss des Kirchenschiffs bildet mit den verkürzten Querschiffen ein typisches griechisches Kreuz, die Länge von West nach Ost beträgt 36 m, die Breite über die Querschiffe 25 m. Der Kirchenraum ist jedoch nur 19 m breit.
Der Grundbau ist mit sechs hohen Bogenfenstern auf beiden Längsseiten ausgestattet. Die Fensterscheiben sind unbunt und lassen ausreichend Tageslicht in den Andachtsraum. Der Haupteingang in die Kirche befindet sich auf der Westseite direkt unter dem Turm.

### Innenausstattung
An beiden Seiten des Raumes zieht sich eine Empore herum, auf der auch die Orgel steht.
Grabplatten gibt es rechts vom Altarraum für Pfarrer Adam Grund und links vom Altarraum für Pfarrer Immanuel Gottfried Mönchmeyer. Pfarrer Eduard Ochernal, in dessen Amtszeit die Kirche gebaut wurde, liegt in der Gruft Altarseite Oberdorf. In der Gruft auf der Niederdorfseite liegt der Rittergutsbesitzer Baron Oppen von Huldenberg.
Die in der Kirche vorhandene Orgel ist das dritte Instrument, sie stammt aus dem Jahr 1946 und wurde vom Orgelbau A. Schuster & Sohn erbaut. Sie ist eine elektro-pneumatisches Instrument mit 38 Registern auf 3 Manualen und Pedal.

## Kirchgemeinde
Seit 1. Januar 2020 gilt in der Evangelisch-Lutherischen Landeskirche Sachsens die Kirchengebietsreform mit regional größeren Zuständigkeiten.
Das zur Kirchgemeinde gehörende Pfarrhaus befindet sich seit 1618 im Bereich Niederdorf, wozu auch ein Pfarrgut zählt.
Pfarrer der Kirche Steinigtwolmsdorf
- 1550: Rösler, Jakob
- 1558–1559: Rave (auch Ramm, Rarve oder Raue geschrieben), Johannes; 1559 in eine andere Kirchengemeinde versetzt[1]
- 1559: Bochshamer, Michael
- 1562: Prisel, Johann
- 1562: Milde, Tobias
- 1569: Lißke, Gregor
- 1593: Spanseil, Jonas
- 1606: Gudeborn, Valentin
- 1606: Starke, Johann
- 1610: Bachmann, Christian
- 1614: Fischer, Johann Moritz
- 1617: Reinecke, Joachim
- 1623: Kettner, Johann
- 1636: Nitzschmann, Christoph
- 1663: Schulze, Christoph
- 1680: Weise, Johann Michael
- 1693: Grund, Adam[7]
- 1742: Münchmeyer, Immanuel Gottfried oder Mönchmeyer[8]
- 1754: Ochernal, Karl Heinrich Daniel
- 1803: Ochernal, Daniel Gottlieb, Sohn des vorgenannten Pfarrers[9]
- 1842: Ochernal, Karl Eduard Reinhold, Sohn des vorgenannten Pfarrers[10] und Enkel des vorvorgenannten Pfarrers; in seiner Amtszeit wurde im Jahr 1861 das heutige Kirchengebäude erbaut, er hat seine letzte Ruhestätte in einer Gruft der Kirche.[11]
- 1877: Pache, Alfred Emil Immanuel
- 1889: Zeißler, Karl August Hermann
- 1900: Berg, Walter Theodor
- 1901: Mütze, Max *Alfred
- 1912: Schanz, Andreas *Johannes
- 1919: Michaelis, *Fritz Oskar
- 1928: Voigt, Otto *Martin
- 1934: Schleißing, Robert Max Alfred
- 1938: Wille, Karlheinz Franz Hermann
- 1942: Köhler, Erich
- 1977: Conzendorf, Joachim
- 1999: Ramsch, Maria[12]

122 Jahre lang, von 1754 bis 1876, dauerte die „Ochernal-Periode“ an der Kirche Steinigtwolmsdorf: Vater, Sohn und Enkel Ochernal waren lückenlos in drei Generationen als Pfarrer für die Kirchgemeinde zuständig.
Partnergemeinde
Die Kirchgemeinde Steinigtwolmsdorf ist seit vielen Jahren mit der evangelisch-lutherischen Martin-Luther-Kirchgemeinde in Lauenbrück partnerschaftlich verbunden.